# Trichis
Trichis is een geslacht van kevers uit de familie van de loopkevers (Carabidae). De wetenschappelijke naam van het geslacht is voor het eerst geldig gepubliceerd in 1832 door Klug.

## Soorten
Het geslacht Trichis omvat de volgende soorten:
- Trichis ceylonica (Ball & Hilchie, 1983)
- Trichis iranica Mandl, 1973
- Trichis maculata Klug, 1832
- Trichis pallida Klug, 1832
- Trichis petrovitzi Mandl, 1973